# AgustaWestland AW109
Leonardo AW109, tidigare AgustaWestland AW109 och Agusta A109, är en lätt transporthelikopter. Helikoptern började utvecklas under slutet av 1960-talet och tillverkningen startade i mitten av 1970-talet (och tillverkas fortfarande). Leonardo AW119 är utvecklad som ett enklare och billigare alternativ till AW109.

## Användning i svenska Försvarsmakten - helikopter 15
Helikopter 15 (hkp 15) är Försvarsmaktens beteckning på AgustaWestland AW109 LUHS (Light Utility Helicopter System), vilket är en militär variant av AW109. De 20 hkp 15 finns i två versioner; den markoperativa hkp 15A (12 stycken) samt den sjöoperativa hkp 15B (åtta stycken). Den främsta skillnaden mellan de två versionerna är att det är endast hkp 15B som kan utrustas med ubåtsjaktutrustning (sonarbojfällare samt datalänk). Hkp 15B kan även tillfälligt baseras på Marinens korvetter av Visby-klass, som är utrustat med helikopterdäck, landningshjälpmedel samt flygdrivmedelsanläggning. Visuellt ser man skillnad på de båda versionerna då hkp 15A är grönt kamouflagemålad medan hkp 15B är gråmålad.
Grundhelikoptern har plats för två piloter och sex passagerare. Därefter kan helikoptern anpassas genom in- och urmontering av olika uppdragsutrustningar beroende på uppdragstyp.
Hkp 15 var den första helikoptern som anskaffades (direkt) för Helikopterflottiljen, övriga helikoptrar i Helikopterflottiljen fram till dess var arvsystem från Arméflyget, Marinflyget samt Flygräddningsgrupperna.

### Erfarenhetsuppbyggnad
År 2002 hyrde FMV två Agusta 109E Power av tillverkaren för att kunna bygga upp erfarenhet av flygsystemet inom FM innan serieleverans av hkp 15. Tanken var att dessa båda interimshelikoptrar skulle lämnas tillbaka när hkp 15 började levereras under 2005, men leveransen av hkp 15 försenades till 2006.

#### Helikopterindivider
| Tillv. serienr | Militärt reg nr | Fen- nummer | Version | Operativ i Försvarsmakten | Kommentar                   |
| -------------- | --------------- | ----------- | ------- | ------------------------- | --------------------------- |
| 11501          | 15501           | 91          | -       | 2003 - 2006               | Civilregistrerad som I-PAWR |
| 11510          | 15510           | 92          | -       | 2003 - 2006               | Civilregistrerad som I-POWR |

1. ↑  Det militärt registreringsnummer är ett unikt individnummer som Flygvapnets luftfartyg är registrerat med i det (svenska) militära luftfartygsregistret.
2. ↑  Fennumret står på skrovet på Flygvapnets luftfartyget i syfte att visuellt lätt kunna identifiera individen.

### Operativ tjänst
Hkp 15A  överlämnades till Försvarsmakten i september 2006 och hkp 15B i april 2008.
Mellan april och november 2010 ingick två hkp 15B som en helikopterenhet inom ramen för Operation Atalanta (ME02) i Adenviken. En helikopter var ombordbaserad på HMS Carlskrona (P04), den andra stationerades på den franska basen i Djibouti och utgjorde reserv. Detta var Helikopterflottiljens första internationella sjöoperativa insats och huvuduppgiften för den helikopter som fanns ombord HMS Carlskrona var främst att utgöra en form av snabbinsatsstyrka mot misstänkta piratfartyg samt fungera som spaningsresurs.
Mellan januari och juni 2011 stod sex hkp 15 i beredskap för snabbinsatsstyrkan NBG 11 inom ramen för Expeditionary Air Wing Heli Unit (EAW HU). EAW HU huvuduppgift var att stödja NBG 11 med sjuktransportförmåga (MEDEVAC), att hkp 15 (som är en mindre helikopter) kom att användas för denna uppgift berodde på bristen på svensk medeltunga helikopterresurser. EAW HU förstärktes dock under beredskapsperioden med två kroatiska Mil Mi-171sh. EAW HU kom aldrig att sättas in.
Mellan april och augusti 2013 ingick två hkp 15B som en helikopterenhet inom ramen för Operation Atalanta (ME03) i Adenviken. Likt vid ME02 ombordbaserades en helikopter på HMS Carlskrona (P04), den andra stationerades på den franska basen i Djibouti och utgjorde reserv. Även denna gången var huvuduppgiften för den helikopter som fanns ombord HMS Carlskrona att främst utföra havsövervakning med fokus på att förhindra piratverksamhet samt även genomföra underrättelseinhämtning mot misstänkta piratläger längs Somalias kust.
Mellan januari och maj 2015 var två hkp 15B baserade ombord på nederländska amfibiestridsstödfartyget HNLMS Johan de Witt som en helikopterenhet inom ramen för Operation Atalanta (ME04) i Adenviken (Nederländerna själva använde även en NH90). Huvuduppgiften för den svenska helikopterenheten var likt de tidigare insatserna i Adenviken att utgöra en spaningsresurs, men även stödja övriga enheter vid t.ex. bordning eller kustnära uppträdande.

#### Helikopterindivider
| Tillv. serienr | Militärt reg nr | Fen- nummer | Version | Operativ i Försvarsmakten | Kommentar |
| -------------- | --------------- | ----------- | ------- | ------------------------- | --------- |
| 13751          | 151751          | 21          | A       | 2007 -                    |           |
| 13752          | 151752          | 22          | A       | 2006 -                    |           |
| 13753          | 151753          | 23          | A       | 2007 -                    |           |
| 13754          | 151754          | 24          | A       | 2006 -                    |           |
| 13755          | 151755          | 25          | A       | 2006 -                    |           |
| 13756          | 151756          | 26          | A       | 2006 -                    |           |
| 13757          | 151757          | 27          | A       | 2006 -                    |           |
| 13758          | 151758          | 28          | A       | 2006 -                    |           |
| 13759          | 151759          | 29          | A       | 2007 -                    |           |
| 13761          | 151761          | 31          | A       | 2007 -                    |           |
| 13762          | 151762          | 32          | A       | 2007 -                    |           |
| 13764          | 151764          | 34          | A       | 2007 -                    |           |
| 13760          | 152760          | 30          | B       | 2009 -                    |           |
| 13763          | 152763          | 33          | B       | 2008 -                    |           |
| 13765          | 152765          | 35          | B       | 2008 -                    |           |
| 13766          | 152766          | 36          | B       | 2008 -                    |           |
| 13767          | 152767          | 37          | B       | 2008 -                    |           |
| 13768          | 152768          | 38          | B       | 2008 -                    |           |
| 13769          | 152769          | 39          | B       | 2008 -                    |           |
| 13770          | 152770          | 40          | B       | 2009 -                    |           |

### Utrustning
Hkp 15 kan utrustas med en rad olika utrustningar beroende av vilken typ av uppdrag den skall genomföra. Helikoptern kan bära ett elektrooptiskt system (EOS) bestående av en värmekamera (FLIR). Helikoptern är vidare NVG-anpassad, så besättningen kan bära bildförstärkare vid mörkerflygning. Vid räddningsinsats kan helikoptern utrustas med en sökstrålkastare för att söka efter samt en vinsch för att hämta upp den nödställde. Helikoptern kan även utrustas med en bår. Hkp 15 kan utrustas med nödflottörer när helikoptern uppträder i marin miljö. Hkp 15B kan även utrustas med ett sonarbojfällarsystem samt en datalänk. Vid specialoperationer kan personal sättas in med hjälp av fast rope alternativt rappelling. Helikoptern kan även utrustas med vapenfäste för kulspruta 58 samt prickskyttevapen. Helikoptern är även utrustad med en lastkrok som gör att man kan lyfta hängande last.

### Förmågor
Hkp 15A/B kan utföra:
- Personaltransport (TTT)
- Materieltransport (TTH)
- VIP-transport (VIP)
- Spaning (RECCE)
- Sjukvårdstransport (CASEVAC)
- Taktisk räddningsinsats (CSAR)
- Stöd till specialförband (SF)
- Punktmålsbekämpning
- Flygutbildning
- Stöd till civila samhället

Hkp 15B kan dessutom genomföra:
- Passiv ubåtsjakt (ASW)
- Ytmålsövervakning

## Olyckor
En svensk helikopter 15 kolliderade omkring klockan 20:00 den tredje februari 2017 under låghöjdsflygövning i mörker, så kallad konturflygning i mörker med hjälmmonterad bildförstärkare, med en tjädertupp omkring 40 kilometer sydsydost om Svegs flygplats. En tjädertupp väger mellan 3,7 och 5,8 kilo. Helikopterns hastighet var 90–100 knop och flyghöjden omkring 10 meter. Tjädern slog igenom höger frontruta och träffade pilotens ansikte och hjälm. Piloten fick allvarliga skador. Helikopterns befälhavare övertog omedelbart styrorganen och kunde landa helikoptern.
Helikoptertypen har, jämfört med Flygvapnets övriga helikoptrar – Helikopter 14 och Helikopter 16, lägre certifieringskrav beträffande att klara en fågelkollision. Det finns inga särskilda krav på frontrutan, eller andra kritiska delar, som tar sikte på fågelkollisioner, vilket det finns på helikoptrar med tyngre vikt.
Statens haverikommission rekommenderade i sin rapport att flygvapnet ska utveckla riskanalyserna beträffande taktiska krav och lågflygning inom sin helikopterverksamhet.